# 深圳速度

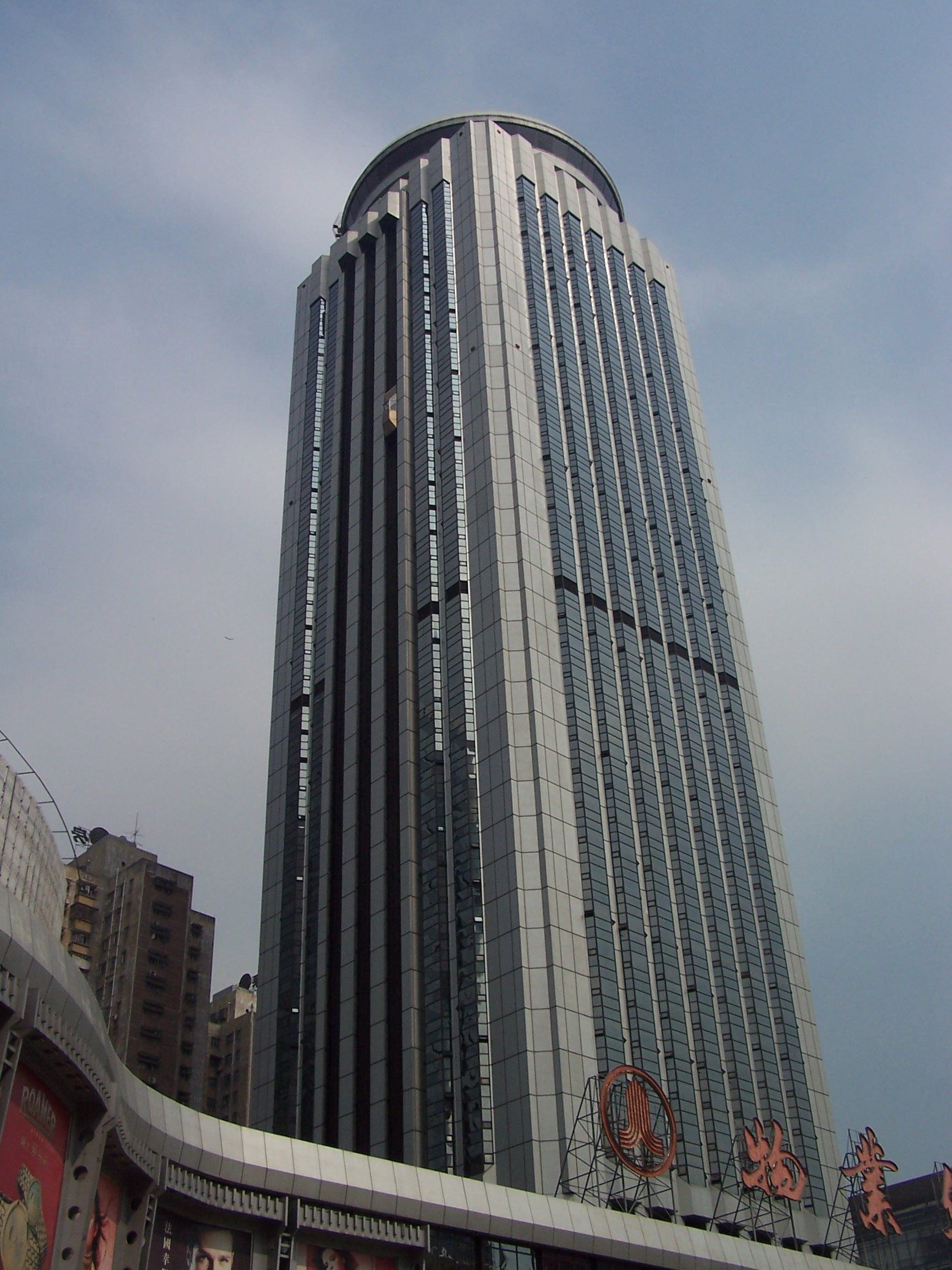
位於深圳市人民南路的深圳国际贸易中心大厦

深圳速度，在中国大陆被用來形容发展速度之快，最初源于深圳国贸大厦“三天一层楼”的建设速度，用来比喻改革开放后深圳经济特区的高速发展。 其中较为知名的口号包括“时间就是金钱，效率就是生命”。

## 历史
从1982年10月到1985年12月的37个月间，中国建筑第三工程局一公司在建造深圳国际贸易中心大厦时，创下了三天盖一层楼的速度，在当时的中国大陸绝无仅有。 国贸的建设过程经报道，成为深圳城市建设的一个典型被广泛宣传，“深圳速度”、“三天一层楼”是当时媒体提到深圳常用的词汇。

## 其它因素
深圳国贸大厦的高速建设也得益于一些自然因素。比如，深圳由于气候原因，混凝土的凝固期远短于中国内地很多城市。
也有人為因素。比如，施工时加入了加速凝固的凝固剂，因此混凝土在浇铸后可以更快凝固。此外，建设中还用了多层的楼板模板，不必等下面一层完全完成、将模板撤除才能再向上建，节约了不少时间。

## 延伸阅读
- 我们创造了三天一层楼“深圳速度”
- 用14分52秒深圳速度 征服京基100大厦441.8米深圳高度